# Hirth série HM 500
Les moteurs Hirth HM 504, HM 500, HM 506, HM 508, HM 512 et HM 515 sont une série de moteurs d'avions à pistons, produits en Allemagne dans les années 1930 et 1940. Ils sont essentiellement employés sur des avions d'entraînement, de loisir et de transport léger. Ils sont développés par Hirth Motoren GmbH, une société basée à Benningen. Cette famille comprend des moteurs en ligne à quatre ou six cylindres, ainsi que des V8 et des V12. Tous sont refroidis par air, et ont une disposition « inversée » (c'est-à-dire avec le vilebrequin en haut et les têtes de cylindres en bas). 

## Hirth HM 504
Premier moteur, chronologiquement, de cette série, le HM 504 équipe notamment le Bücker Bü 131, produit en masse comme avion d’entrainement initial de la Luftwaffe. C'est un quatre cylindres de 3980 centimètres cubes de cylindrée, développant une centaine de chevaux sur essence à faible indice d'octane. Le bloc moteur est réalisé en Elektron, un alliage de magnésium très léger. Autre caractéristique inhabituelle, le moteur utilise des roulements à billes pour relier chacune des bielles aux mannetons. En outre, le vilebrequin n'est pas construit d'une seule pièce, mais assemblé. Ces caractéristiques sont reprises sur les autres moteurs de la famille. Outre le Bücker, ce moteur anime aussi le Klemm Kl 35, avion de voltige. Il est produit sous licence au Japon, chez Hitachi, pour la version japonaise du Bü 131, elle aussi produite sous licence.

## Hirth HM 515
C'est une version réduite (trois litres) du même moteur, utilisée sur le Siebel Si 202. 

## Hirth HM 506
Dans les grandes lignes, il s'agit d'une version six cylindres du HM 504. Sa cylindrée est donc portée à six litres, et sa puissance aux alentours de 150 chevaux. Ce moteur n'est utilisé que sur des prototypes.

## Hirth HM 508
C'est un V8 avec un angle de 60°, conservant la même taille individuelle des cylindres. Par ailleurs, il est équipé d'un compresseur centrifuge, ce qui permet de porter la puissance à quelque 280 chevaux, et de moins perdre de puissance en altitude. Il possède aussi un réducteur. Il équipe l'avion léger quadriplace Messerschmitt Bf 108 Taifun.

## Hirth HM500

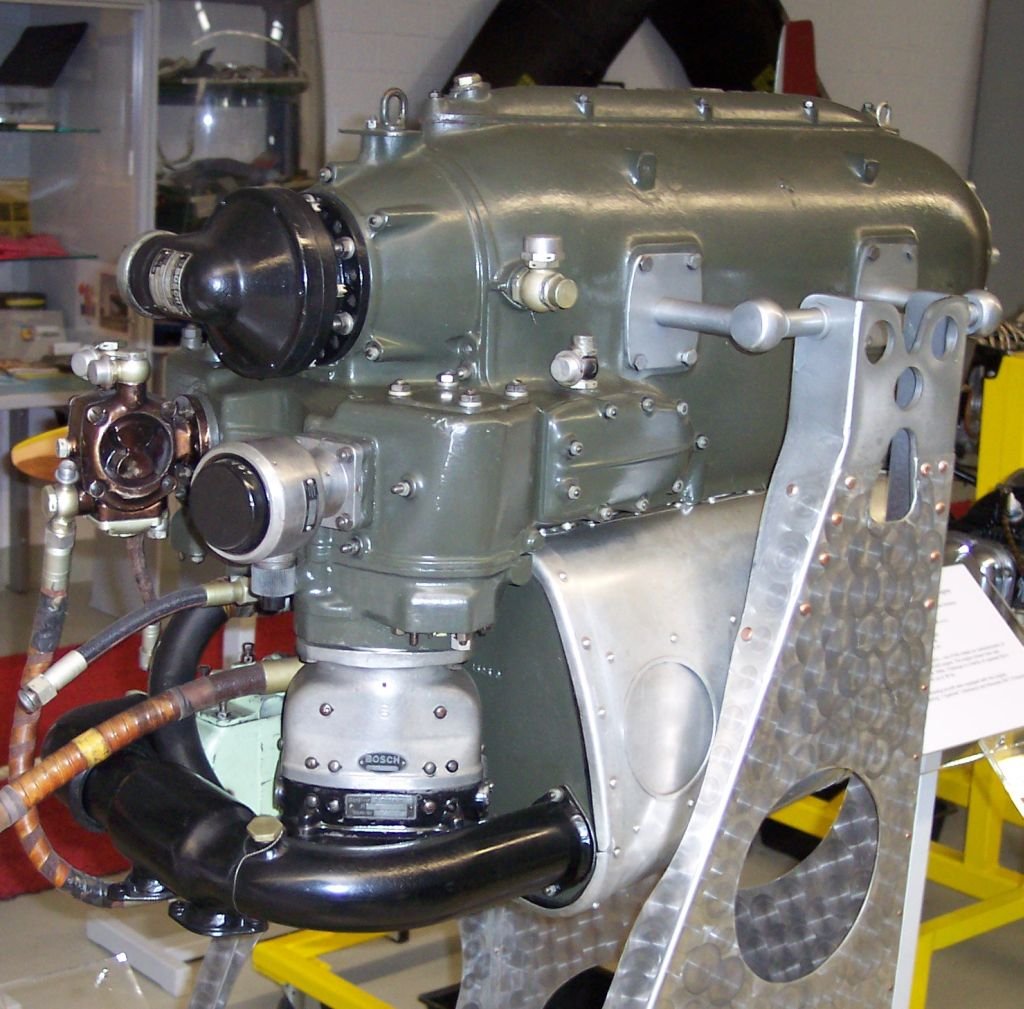
Hirth HM500A.

Ce nouveau moteur quatre cylindres produit à partir de 1938 est le successeur HM504. Il possède la même cylindrée, mais  s'en distingue par une conception revue pour faciliter la production en grande série. Il ne possède qu'un magnéto d'allumage au lieu de deux, le carter est construit d'une seule pièce, le refroidissement est amélioré. Le moteur est allégé d'une quinzaine de kilogrammes par rapport à son prédécesseur, et sa section frontale est également un peu réduite. En revanche, la puissance reste la même, à 105 chevaux. Ce moteur équipe le Bücker Bü 181 Bestmann, qui remplace graduellement le 131 comme avion d'entrainement initial de la Luftwaffe.

## Hirth HM 512
Il s'agit de la version V12, avec une puissance de pointe de 400 chevaux. Il n'est utilisé que sur un prototype d'hydravion à coque, le Dornier Do 212.